# Hispania F110
Hispania F110 (HRT F110) — гоночный автомобиль испанской команды Формулы-1 Hispania Racing F1 Team, разработанный Dallara для выступления в сезоне 2010 года.

## История

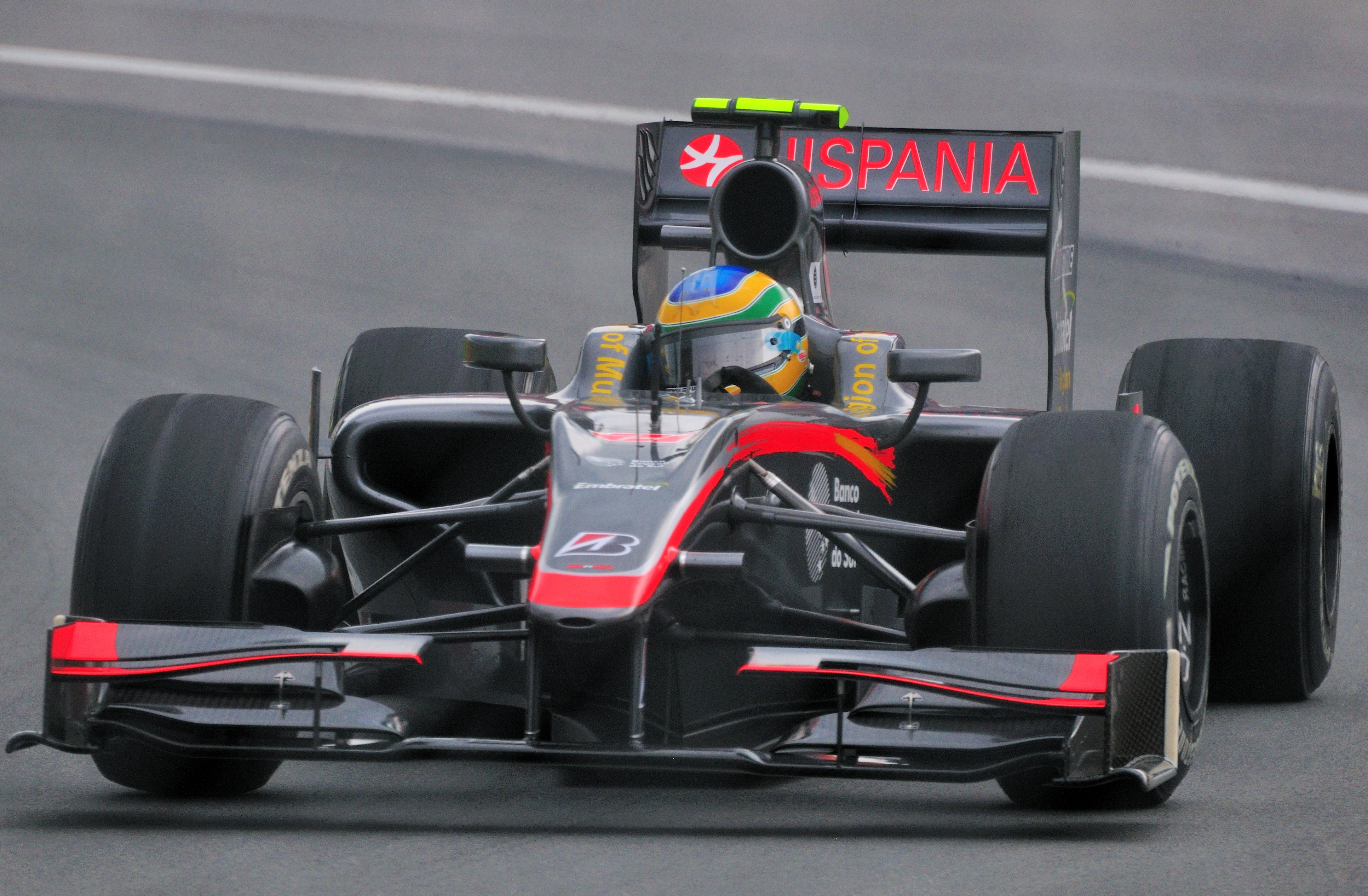
Бруно Сенна на Гран-при Канады 2010 года.

Первое шасси команды было разработано итальянской компанией Dallara. На него был установлен двигатель Cosworth CA2010. Машина была представлена 4 марта 2010 года в испанской Мурсии.
Команда не смогла принять участие ни в одной тестовой сессии до начала сезона. Первый раз машина выехала на трассу на свободных заездах перед Гран-при Бахрейна, причём Чандхок из-за механических проблем выехал на трассу только в квалификации. В гонке индус попал в аварию уже на втором круге. Сенна смог проехать 18 кругов, после чего также прекратил борьбу из-за перегрева двигателя.
По ходу сезона HRT F110 стала настоящей "прокатной машиной". За руль болида сменяя друг друга садились четыре пилота, в том числе оба тестера - Ямамото и Клин.
Как и ещё две новые команды гонщики Hispania Racing не заработали очков, так что место в Кубке Конструкторов определялось лучшей позицией на финише – в итоге HRT опередила Virgin Racing по большему числу 14-х мест, хотя по скорости на трассе испанские машины чаще всего были последними.

## Результаты выступлений в Формуле-1
| Легенда к таблице |                                                                    |
| --- | ------------------------------------------------------------------ |
| В таблице перечислены результаты всех Гран-при Формулы-1, в которых использовался автомобиль. Строками таблицы являются сезоны, столбцами — этапы чемпионата мира. В каждой клетке указаны сокращённое название этапа и результат, дополнительно обозначенный цветом. Расшифровка обозначений и цветов представлена в нижеследующей таблице. |                                                                    |
| \| Пример \| Описание \| \| ------------ \| ------------------------------------------------------------------ \| \| 1 \| Победитель \| \| 2 \| Второе место \| \| 3 \| Третье место \| \| 5 \| Финишировал, заработав очки \| \| Сход \| Не финишировал, но при этом заработал очки \| \| 12 \| Финишировал, не получив очков \| \| НКЛ \| Финишировал, но не попал в финальную классификацию \| \| 15 \| Участвовал вне зачёта, либо по отдельной классификации \| \| 18 \| Не финишировал, но попал в финальную классификацию \| \| Сход \| Не финишировал \| \| НКВ \| Не прошёл квалификацию \| \| НПКВ \| Не прошёл предквалификацию \| \| ДСК \| Дисквалифицирован \| \| ИСК \| Исключён из протокола соревнований \| \| ТТ \| Заявлен для участия только в тренировках \| \| НС \| Участвовал в квалификации, но не стартовал в гонке \| \| Т \| Травмирован или болен \| \| ОТК \| Отказ от участия \| \| НТР \| Прибыл на соревнования, но на трассу не выезжал \| \| НПР \| Был заявлен в числе участников, но не прибыл к началу соревнований \| \| О \| Соревнования отменены \| \| \| Не участвовал \| \| Поул-позиция \| \| \| Быстрый круг \| \| |                                                                    |
| Пример | Описание                                                           |
| 1 | Победитель                                                         |
| 2 | Второе место                                                       |
| 3 | Третье место                                                       |
| 5 | Финишировал, заработав очки                                        |
| Сход | Не финишировал, но при этом заработал очки                         |
| 12 | Финишировал, не получив очков                                      |
| НКЛ | Финишировал, но не попал в финальную классификацию                 |
| 15 | Участвовал вне зачёта, либо по отдельной классификации             |
| 18 | Не финишировал, но попал в финальную классификацию                 |
| Сход | Не финишировал                                                     |
| НКВ | Не прошёл квалификацию                                             |
| НПКВ | Не прошёл предквалификацию                                         |
| ДСК | Дисквалифицирован                                                  |
| ИСК | Исключён из протокола соревнований                                 |
| ТТ | Заявлен для участия только в тренировках                           |
| НС | Участвовал в квалификации, но не стартовал в гонке                 |
| Т | Травмирован или болен                                              |
| ОТК | Отказ от участия                                                   |
| НТР | Прибыл на соревнования, но на трассу не выезжал                    |
| НПР | Был заявлен в числе участников, но не прибыл к началу соревнований |
| О | Соревнования отменены                                              |
| | Не участвовал                                                      |
| Поул-позиция |                                                                    |
| Быстрый круг |                                                                    |

| Сезон | Двигатель       | Ш | Пилоты        | 1    | 2    | 3   | 4   | 5    | 6    | 7    | 8    | 9    | 10  | 11   | 12  | 13   | 14   | 15   | 16  | 17  | 18  | 19  | Место | Очки |
| ----- | --------------- | - | ------------- | ---- | ---- | --- | --- | ---- | ---- | ---- | ---- | ---- | --- | ---- | --- | ---- | ---- | ---- | --- | --- | --- | --- | ----- | ---- |
| 2010  | Cosworth CA2010 | B |               | БАХ  | АВС  | МАЛ | КИТ | ИСП  | МОН  | ТУР  | КАН  | ЕВР  | ВЕЛ | ГЕР  | ВЕН | БЕЛ  | ИТА  | СИН  | ЯПО | КОР | БРА | АБУ | 11    | 0    |
| 2010  | Cosworth CA2010 | B | Карун Чандхок | Сход | 14   | 15  | 17  | Сход | 14   | 20   | 18   | 18   | 19  |      |     |      |      |      |     |     |     |     | 11    | 0    |
| 2010  | Cosworth CA2010 | B | Бруно Сенна   | Сход | Сход | 16  | 16  | Сход | Сход | Сход | Сход | 20   |     | 19   | 17  | Сход | Сход | Сход | 15  | 14  | 21  | 19  | 11    | 0    |
| 2010  | Cosworth CA2010 | B | Сакон Ямамото |      |      |     |     |      |      | тест |      |      | 20  | Сход | 19  | 20   | 19   |      | 16  | 15  |     |     | 11    | 0    |
| 2010  | Cosworth CA2010 | B | Кристиан Клин |      |      |     |     | тест |      |      |      | тест |     |      |     |      |      | Сход |     |     | 22  | 20  | 11    | 0    |